# كليلة ودمنة
كَلِيلَة ودِمْنَة كتاب يتضمّن مجموعة من القصص، ترجمَهُ عبد الله بن المقفع من الفهلوية إلى اللغة العربية في العصر العباسي وتحديدًا في القرن الثاني الهجري الموافق للقرن الثامن الميلادي وصاغه بأسلوبه الأدبي مُتصرفًا به عن الكتاب الأصلي. أجمع العديد من الباحثين على أن الكتاب يعود لأصول هندية: كُتِبَ الفصول الخمسة (بالسنسكريتية: पञ्चतन्त्र؛ پنچاتنترا)‏ باللغة السنسكريتية في القرن الرابع الميلادي، ومن ثم تُرجم إلى اللغة الفهلوية في أوائل القرن السادس الميلادي بأمر من كسرى الأول.
تذكر مقدمة الكتاب أن الحكيم الهندي «بَيْدَبا» قد ألّفه لملك الهند «دَبْشليم»، وقد استخدم المؤلف الحيوانات والطيور شخصيات رئيسة فيه، وهي ترمز في الأساس إلى شخصيات بشرية وتتضمن القصص عدة مواضيع من أبرزها العلاقة بين الحاكم والمحكوم، بالإضافة إلى عدد من الحِكم والمواعظ.
حينما علم كسرى فارس «أنوشيروان» بأمر الكتاب وما يحتويه من المواعظ، أمر الطبيب «بَرْزَوَيه» بالذهاب إلى بلاد الهند ونسخ ما جاء في ذلك الكتاب ونقله إلى الفهلوية الفارسية.
يتألف الكتاب من خمسة عشر باباً رئيسياً تضم العديد من القصص التي أبطالها من الحيوانات، ومن أبرز شخصيات الحيوانات التي يتضمّنها الكتاب، الأسد الذي يلعب دور الملك، وخادمه الثور الذي يُدعى «شَتْرَبه» (أو شَنْزَبَه في بعض النسخ)، بالإضافة إلى اثنين من بنات آوى وهما «كليلة» و«دمنة». ويتضمن أربعة أبواب أخرى جاءت في أولى صفحات الكتاب، وهي: باب مقدمة الكتاب، وباب بعثة برزويه إلى بلاد الهند، وباب عرض الكتاب (ترجمة عبد الله بن المقفع)، وباب بروزيه (ترجمة بُزُرجِمِهر بن البُخْتَكان). وقد لعبت النسخة العربية من الكتاب دوراً رئيسياً مهماً في انتشاره ونقله إلى لغات العالم إما عن طريق النص العربي مباشرة أو عن طريق لغات وسيطة أخذت عن النص العربي. يصنف النقاد العرب القدامى كتاب كليلة ودمنة في الطبقة الأولى من کتب العرب ويجعلونه أحد الكتب الأربعة الممتازة إلى جانب الكامل للمُبَرّد والبيان والتبيين للجاحظ والعمدة لابن رشيق.

## تاريخ الإصدارات والترجمات

### أصل الكتاب

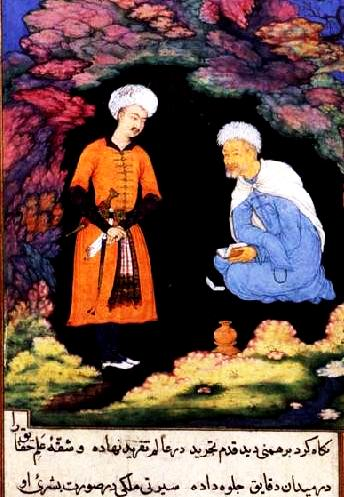
رسم يُصوّر الملك دبشليم وهو يزور الحكيم بيدبا.

اختلف البعض في أصل الكتاب، ولكن العديد من الباحثين أجمعوا على أنه يعود لأصول هندية، وتمت كتابته باللغة السنسكريتية في القرن الرابع الميلادي. ويتناول الكتاب في مقدمته قصة بيدبا الفيلسوف مع ملكه الهندي دبشليم، والتي تقول بأن الإسكندر ذا القرنين الرومي اجتاح في غزواته بلاد الشرق، وكانت من ضمنها البلاد الهندية التي انتصر فيها على ملكها، وإثر ذلك قرّر أن يُعيّن على بلاد الهند أحد أتباعه ليواصل بعد ذلك اجتياحه للبلدان الأخرى، إلا أن أهل الهند لم يرضوا بذلك الحاكم الأجنبي، الأمر الذي دفعهم لخلعه واختيار شخص من بينهم وهو دبشليم وجعلوه ملكاً عليهم. ولكنه ما لبث حتى تبدّل من ملك عادل رحيم إلى طاغية، وهو ما دفع بالفيلسوف الحكيم بيدبا للذهاب إليه وتقديم النصح له، وبعد أن استمع الملك إلى كلامه غضب الملك دبشليم وأمر بقتل بيدبا وصلبه في بادئ الأمر قبل أن يُحجِم عن ذلك، والاكتفاء بحبسه. لاحقاً قام دبشليم الملك بإخراج بيدبا من السجن، وطلب منه إعادة كلامه عليه. وقام بيدبا بذلك وكان دبشليم يستمع متأثراً ووعده بأنه سيعمل بكلامه ثم أمر بفك قيوده وقد ولّاه الملك وزيراً عنده. هذا الأمر كان بداية وضع الكتاب حيث طلب بيدبا من الملك دبشليم أن يُدوّن الكتاب ويُحفظ.
إلا أن البعض شكّك في ذلك ورأى بأن أصل الكتاب عربي، كون النسخة العربية هي النسخة القديمة الوحيدة الباقية من الكتاب مع ضياع النسخة الهندية والفارسية إن وجدت، ويرون بأن قصة مقدمة الكتاب وانتقاله من الهند إلى فارس والقصص التي رويت على ألسنة الحيوانات ما هي إلا من وحي خيال الكاتب عبد الله بن المقفع نفسه، ليبعد التهمة عنه كونه خاف على نفسه من الهلاك. قال ابن خلكان في كتابه وفيات الأعيان وأنباء أبناء الزمان: «إنّ ابن المقفَّع هو الذي وضع كتاب "كليلة ودمنة"، وقيل: إنه لم يضعه وإنما كان باللغة الفارسية فعرّبه».

### الترجمة

#### النسخة الفارسية

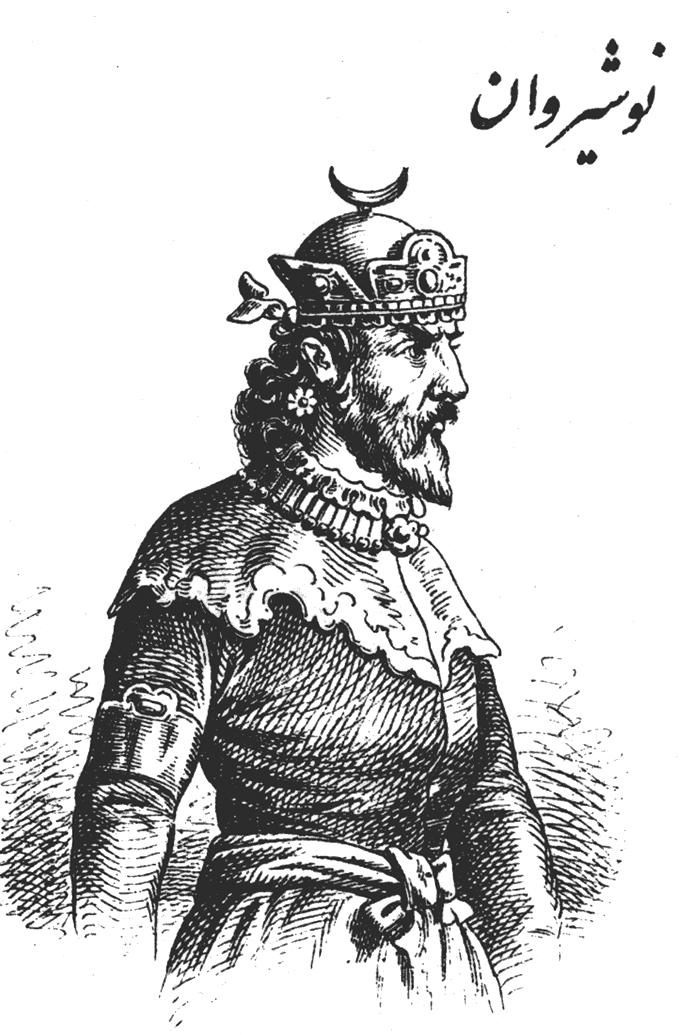
كسرى الأول «أنوشيروان».

كانت أولى ترجمات الكتاب هي الفهلوية الفارسية في القرن السادس الميلادي حينما طلب كسرى الأول أنوشيروان من وزيره بزرجمهر بن البختكان أن يبحث له عن شخص أديب حكيم يكون متقناً للفارسية والهندية، فوقع الاختيار على الطبيب برزويه، فأمره أن يتوجّه إلى الهند لنسخ الكتاب ونسخ ما يجد من كتب، وقد وفّر له الملك ما يحتاج إليه من مال. فتوجّه برزويه إلى الهند، وهناك خالط عدداً من خواص الملك والعلماء والفلاسفة وجعل يخبرهم بأنه قد أتى إلى بلادهم لطلب العلم والأدب، وأنه محتاج إليهم في تحقيق ذلك، وقد استطاع الحصول على ما جاء من أجله بحسن خلقه وحكمته ودهائه. بعد أن أتم نسخ الكتاب وغيره من الكتب وأعلم أنوشيروان بذلك طلب منه القدوم. حينما رأى الملك ما أصابه من تعب وضعف، أمره بأن يطلب ما أراد، فكان طلبه بأن يقوم أنوشيروان بأمر وزيره بزرجمهر في تأليف باب يحتوي على كلام متقن يصف فيه حال برزويه وخبره، وأن يجعله أول أبواب الكتاب وتحديداً قبل «باب الأسد والثور»، وتم له ما أراد.
بينما يذكر كتاب الشاهنامه بأن برزويه كان مولعاً بالعلم والحكمة، وقد قرأ ذات يوم في أحد الكتب بأن الهنود لديهم نباتاً يُنثر على الميت فيتكلم في الحال، وكان برزويه مقرباً لدى كسرى الأول أنوشيروان، فاستأذنه برزويه للتوجّه إلى الهند للحصول على تلك النبتة، وحين بلوغه إليها واجهته العديد من المصاعب حتى تبيّن له بأن النبات المقصود ما هو إلا رمز لكتاب موجود لدى ملك الهند، وأنه كان متوارثاً عنده ولا يسمح لأحد بنسخه، إلا أن برزويه بحسن خلقه وحكمته استطاع الاطلاع على تلك النسخة، وكان يرسل ما يحفظه منها إلى أنوشيروان إرسالًا مستمرًا، وقد تولى بزرجمهر الكتابة. ويُعتقد بأن برزويه قام بإضافة حكايات هندية أخرى إلى كليلة ودمنة من كتاب مهابهاراتا، بالإضافة إلى المقدمة التي تتضمن السيرة الخاصة به ورحلته إلى بلاد الهند.
ترجمت عن النسخة الفارسية كلاً من النسخة السريانية سنة 570م والنسخة العربية سنة 750م.

#### النسخة العربية
| «وأما الكتاب فجمع حكمة ولهواً فاختاره الحكماء لحكمته والسفهاء للهوه والمتعلم من الأحداث ناشط في حفظ ما صار إليه من أمر يربط في صدره ولا يدرى ما هو». «من قرأ هذا الكتاب ولم يفهم ما فيه ولم يعلم غرضه ظاهراً أو باطناً لم ينتفع بما بدا له من خطه ونقشه». |
| —ابن المقفع |

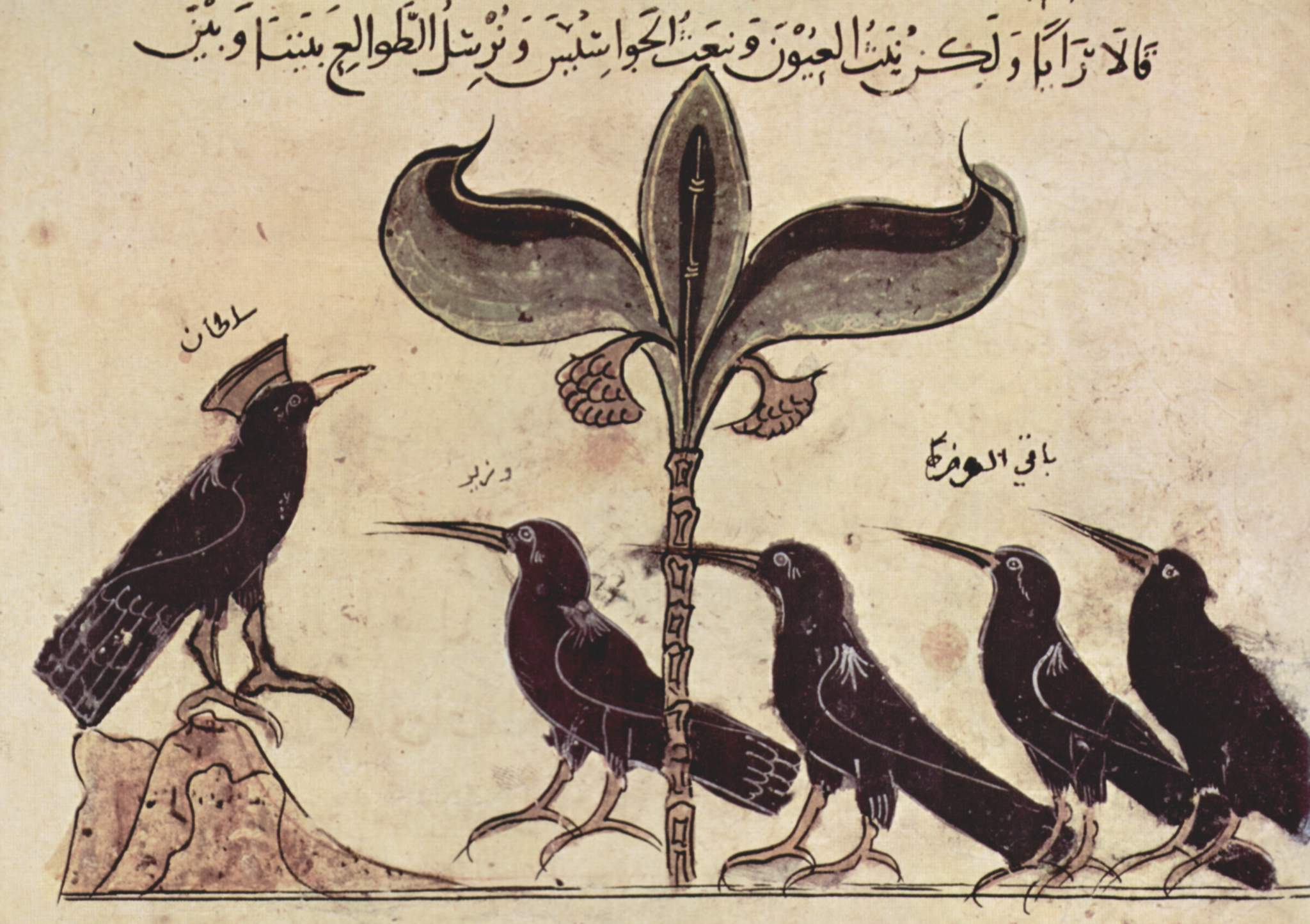
صفحة من نسخة عربية تعود لسنة 1210م، تصوّر ملك الغربان وهو يتباحث مع مستشاريه.

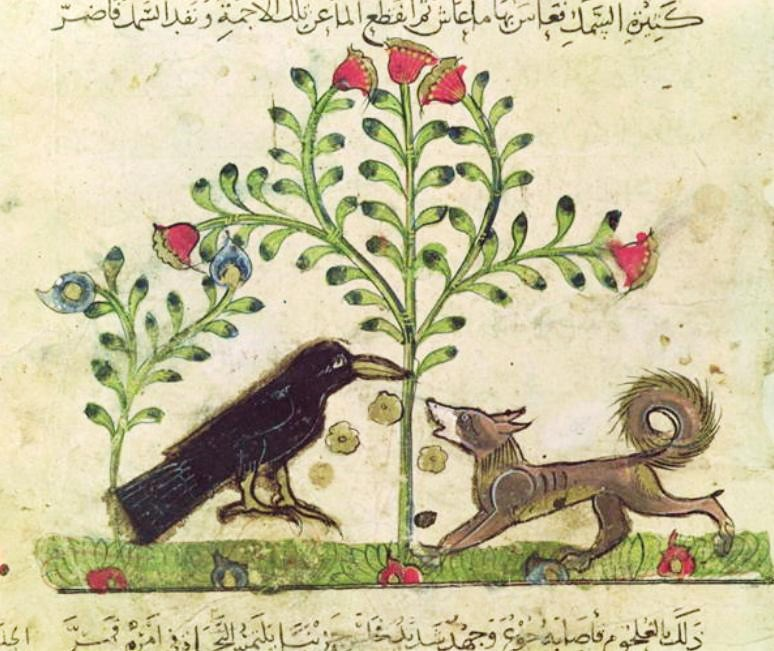
صفحة من نسخة تعود للقرن الثالث عشر أو الرابع عشر الميلادي، تصوّر الثعلب والغراب.

نُقلت ترجمة الكتاب إلى العربية في القرن الثاني الهجري الموافق للقرن الثامن الميلادي على يد عبد الله بن المقفع بعد أن اطلع على النسخة الفارسية منه، حيث كان للكتاب أثر بالغ في نفسه، وأن الحياة السياسية والاجتماعية للحكيم الهندي بيدبا مع الملك دبشليم مشابهة لما كان هو عليه مع الخليفة المنصور، الذي كان يُعرف بقوة بأسه وشدته على من يخالفه. فكان بحاجة إلى النصح نصحًا غير مباشر، فتميزت ترجمته بخصوصية الظرف الزماني والمكاني، وأضاف بعض القصص من تأليفه وعدّل في أخرى وأضاف إليها أسلوبه. وقام باستحداث باب وأسماه «الفحص عن أمر دمنة»، وقام بإلحاق أربعة فصول به لم ترد في النسخة الفارسية.
اعتُبِر عمل ابن المقفع من أفضل أعمال النثر في الأدب العربي وبحسب البعض فإنه يعتبر أول تحفة أدبية عربية نثرية، وقد تميّزت النسخة العربية بأهمية كبيرة كونها الوحيدة التي بقيت محفوظة بخلاف النسختين الهندية والفارسية اللتين فقدتا، ومنها انتشرت إلى الأدب العالمي.

#### التشكك بمصداقية الترجمة
سعى البيروني خلال تواجده بالهند لإيجاد النسخة الأصلية للكتاب من أجل ترجمتها، لأنه أعتقد أن نسخة ابن المقفع مشكوك في مصداقيتها.
| كليلة ودمنة | ...وبودّي إن كنت أتمكّن من ترجمة كتاب "پنج تنتر" وهو المعروف عندنا بكتاب "كليلة و دمنة" فإنّه تردد بين الفارسيّة والهنديّة ثم العربيّة والفارسيّة على ألسنة قوم لا يؤمن تغييرهم إيّاه كعبد الله بن المقفّع في زيادته باب "برويز" فيه قاصداً تشكيك ضعفي العقائد في الدين وكسرهم للدعوة إلى مذهب "المنّانية" وإذا كان متّهماً فيما زاد لم يخل عن مثله فيما نقل. | كليلة ودمنة |

#### الترجمات عن النسخة العربية

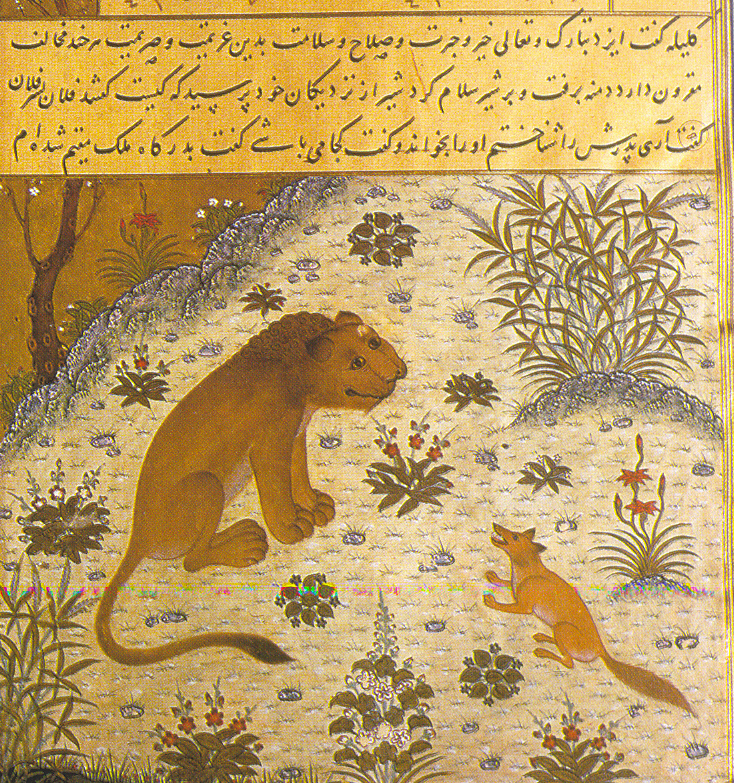
صفحة من نسخة فارسية تعود للقرن الخامس عشر الميلادي وتحديداً سنة 1429م، وهي محفوظة في طوب قابي في إسطنبول.

اعتمدت جميع اللغات تقريباً على النسخة العربية من كتاب كليلة ودمنة، إما عن طريق النص العربي مباشرة أو عن طريق لغات وسيطة أُخِذت عن النص العربي. حيث تُرجم إلى السريانية للمرة الثانية في القرن العاشر أو الحادي عشر الميلادي، وترجمها إلى اليونانية «سيمون سث» سنة 1080م، وقد أعيدت ترجمته إلى الفارسية الحديثة نظماً من قِبل الشاعر الرودكي ومن ثم نثراً بواسطة أبو المعالي نصر الله منشي في القرن السادس الهجري سنة 1121م، وإلى الإسبانية سنة 1252م. وتُرجم الكتاب من العربية إلى العبرية من قِبل الحاخام يوئيل في القرن الثاني عشر الميلادي، ومن ثمّ ترجم يوحنا الكابوني النسخة العبرية إلى اللاتينية تحت عنوان دليل الحياة البشرية (Directorium Humanae Vitae) وطُبعت سنة 1480م، والتي أصحبت مصدراً لمعظم الإصدارات الأوروبية. طُبعت النسخة الألمانية من الكتاب التي تحمل عنوان كتاب الأمثال (Das Buch der Beispiele) سنة 1483م، وهو ما جعل الكتاب واحداً من أوائل الكتب التي تمت طباعتها بواسطة مطبعة غوتنبرغ بعد الكتاب المقدس.
وتُرجمت النسخة اللاتينية إلى الإيطالية بواسطة أنطون فرانشيسكو دوني سنة 1552م، وأصبحت هذه النسخة الأساس لأول ترجمة إنجليزية، ففي سنة 1570م قام توماس نورث بترجمتها من الإيطالية إلى الإنجليزية الإليزابيثية تحت عنوان خرافات بيدبا وقد أعاد جوزيف جاكوبس سنة 1888م طباعة النسخة. في عام 1644م ظهرت بعض حكايات الكتاب بالفرنسية في كتاب حمل عنوان كتاب الأنوار في سلوك الأقيال (Le livre Des Lumières Sur La Conduite Des Royes)، وقد ظلت غير وقد ظلت هذه الترجمة الفرنسية غير معروفة حتى قدوم أنطوان غالان الذي بدأ بترجمة كتاب كليلة ودمنة عن أصل تركي من ترجمة «علي شلبي» إلا أنه لم يكمل منه سوى أول أربعة أبواب، وقد أتم الترجمة «كاردن» سنة 1788م تحت عنوان الأمثال والقصص الحيوانية الهندية المنقولة عن بيدبا ولقمان مترجمة عن كتاب علي شلبي بن صالح الكاتب التركي (Conte et Fables Indiennes de Bidpai et de Lokman, Trduites de Ali Tchabbi ben Saleh Auteur Turc). ويقال بأن ترجمة فرنسية أخرى ظهرت قبل ذلك ونشرت سنة 1709م، والتي أخذت عنها ترجمة إنجليزية بعنوان «قصص حيوانية مثقفة مسلية منقولة عن بيلياي من قدماء فلاسفة الهند» (Instrucetive and Entetuining Fables of Pilpay, an ancient Indian Philosopher) وقام لافونتين في سنة 1679م بالترجمة استناداً على نسخة بعنوان الحكيم الهندي بيلباي.
كان الأصل التركي الذي اعتمد عليه المترجمون الفرنسيون من ترجمة «علي شلبي» أحد أساتذة كلية أدرنة في عهد السلطان سليمان الأول، الذي يحمل عنوان سفر الملوك (همايون نامه).

## محتوى الكتاب

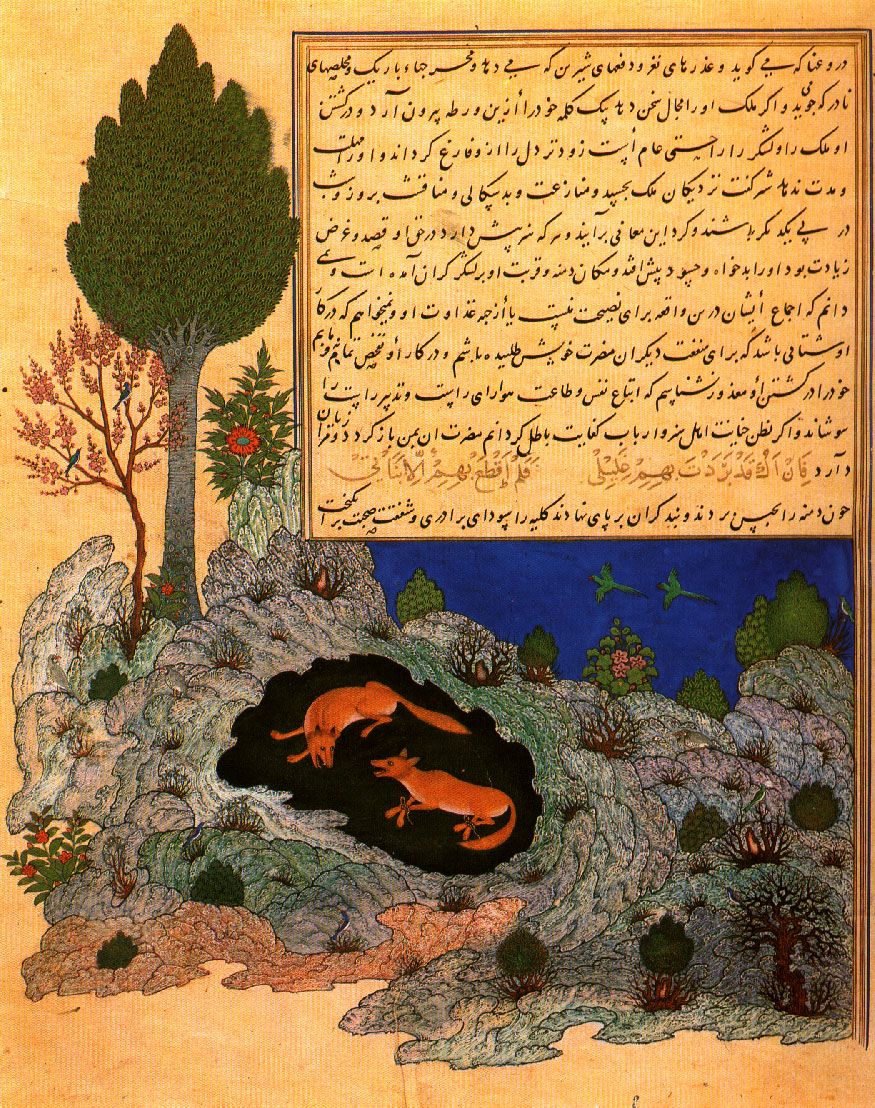
صفحة من نسخة تصوّر كلاً من كليلة ودمنة.

يحتوي الكتاب على خمسة عشر باباً رئيسياً، وهي: باب الأسد والثور، وباب الفحص عن أمر دمنة، وباب الحمامة المطوقة، وباب البوم والغربان، وباب القرد والغيلم، وباب الناسك وابن عرس، وباب الجرذ والسنور، وباب ابن الملك والطائر فنزة، وباب الأسد والشغبر الناسك وهو ابن آوى، وباب إيلاذ وبلاذ وايراخت، وباب اللبوة والإسوار والشغبر، وباب الناسك والضيف، وباب السائح والصائغ، وباب ابن الملك وأصحابه، وباب الحمامة والثعلب ومالك الحزين، بالإضافة إلى أربعة أبواب جاءت في أولى صفحات الكتاب، وهي: باب مقدمة الكتاب، وباب بعثة برزويه إلى بلاد الهند، وباب عرض الكتاب ترجمة عبد الله بن المقفع، وباب بروزيه ترجمة بزرجمهر بن البختكان.

### المواضيع والأساليب الأدبية

#### أسلوب السرد
يعتمد أسلوب السرد في «كليلة ودمنة» على الحكايات المُضمّنة ضمن قصص أخرى تعرف بالقصة الإطارية بشكل يشابه «ألف ليلة وليلة»، رغم أنها تظهر ظهورًا واسعًا في الأخير. تُسرد قصصه بأسلوب الحكاية المَثَلية التي تَرِد على ألسنة الحيوانات.
يجمع الكتاب ما بين كونه كتلة واحدة مُتشكّلة من مجموع الحكايات، وبين أخذ كل حكاية منه أخذًا منفصلًا. رغم أن هذه الحكايات المضمنة قد تختلف عن القصة الإطارية من حيث النوع، إلا أنها تساندها من ناحية الوظيفة، وتعمل امتداد لها ولإضافة مكونات سردية ذات امتداد ظاهري أو خفي، حيث أن خطةً سردية تربط ما بين الحكاية الإطار والأخرى المُضمّنة، وهي مختلفة الأطوال وتتداخل أحياناً.
يتميز الكتاب أيضاً كون أبوابه منتظمة، حيث يبدأ الملك دبشليم بقوله للحكيم بيدبا: «عرفت هذا المثل» ويشير إلى ما ذُكر في الباب الذي قبله أو كأن يقول: «عرفت مثلاً فأضرب لي مثلاً»، فيعرض بيدبا ما يشبه العنوان المشروح لمعرفة المضمون ثم يسكت، فيقوم دبشليم بسؤاله: «وكيف كان ذلك؟»، عندها يبدأ الفيلسوف مستهلاً بقوله: «زعموا ...» ثم يبدأ بالسرد.

#### القصة الإطارية
تُشكِّل المقدمة التي ذُكرت على لسان «علي بن الشاه الفارسي»، بأجزائها الثلاثة القصة الإطارية أو القصة الإطار. حيث أن علي بن الشاه هو من يبدأ الرواية الاسترجاعية ليشكل السرد الأول، بقوله: «إن الإسكندر ذا القرنين الرومي ...».
تنقسم القصة الإطارية حسب خطاب النص إلى ثلاثة مستويات تتمثل في خطاب دبشليم الملك، وخطاب بيدبا الفيلسوف، والتماثل المتكافئ.
يظهر بالقصة الإطارية أن بيدبا لايتوقف عن القص إلا بعد إقناع الملك وإيقافه عن ممارسة الظلم لتنتهي الحكاية بعد ذلك بالدعاء للملك بالدوام والسداد، ويوجود رابط سببي عن طريق النسق البنائي يعمل على جمع أبواب الكتاب المتفرقة، على الرغم من أن كل باب مستقل عن غيره، بالإضافة إلى وضوح الرؤية السردية من خلال الراوي.

#### الحكايات المضمّنة
تقوم الحكايات المُضمّنة على تنويع وإبدال للقصة الإطارية، لتكمل بناء الصورة الكلية عن طريق إعادة إنتاج مكوناتها السردية ومضمونها الدلالي دون أن تفقد خصوصيتها السردية المتموضعة في النمط والموضوع.
تتشكل علاقة الحكاية المضمنة بالقصة الإطار من صفتي الإبدال والخصوصية. فهي لا تحل محلها، حيث لا تقوم الحكاية المضمنة بإلغاء دور الحكاية الإطار ولا العكس، وإنما تقومان بتكميل بعضهما البعض. فالحكاية الإطار تشكل المحيط السردي الذي تنتمي إليه الحكاية المضمنة، بينما تقوم الحكايات المضمنة بملء الفراغ الجزئي المشكِّل بإبدالاته الصورة الكلية.
تبدأ الحكاية المضمنة في كليلة ودمنة بعد حصول التماثل المتكافئ بين الملك دبشليم والحكيم الفيلسوف بيدبا. الحكايات المُضمّنة في الكتاب تنجز على مستويات من التصنيف، فمن 14 حكاية مُضمّنة كبرى تتفرع 32 حكاية مُضمّنة صغرى، و6 حكايات جزئية متفرعة عن الصغرى، وحكاية واحدة فرعية متناسلة من الحكاية الجزئية الصغرى. ليكون مجموع الحكايات المضمنة في كليلة ودمنة 53 حكاية، مع استثناء حكاية «القبرة والفيل» التي ذكرت خارج الحوار الذي وقع بين بيدبا ودبشليم، إلا أنها تشكل جزءاً من مكونات البناء السردي للحكاية الإطار.

#### بنية النص

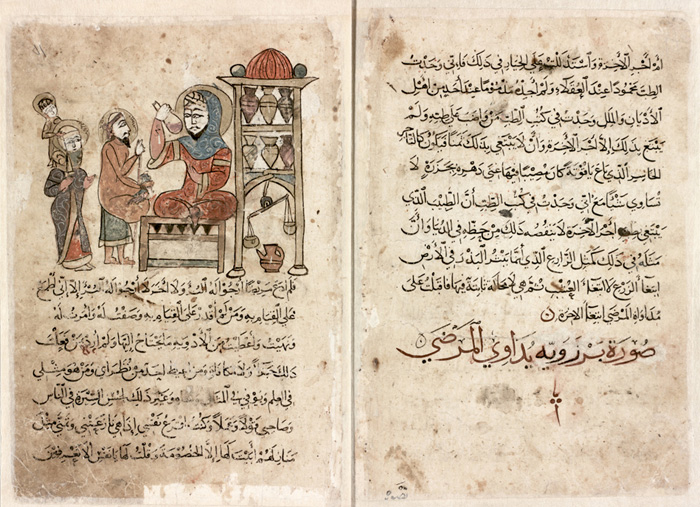
صفحة من نسخة عربية تعود لسنة 747 هـ، وهي واحدة من أقدم نسختين باقيتين، وقد كُتبت في 156 صفحة. النسخة كانت إحدى مقتنيات الملك فيصل بن عبد العزيز، وهي محفوظة حالياً في مركز الملك فيصل للبحوث والدراسات الإسلامية.

شكلت وحداتٌ بنية النص تشتمل على الإسناد والتناسل وثنائية التقابل والصورة البلاغية. يكمن المغزى المبدئي للسرد في القصة الإطارية، أما الحكايات المضمَّنة فيها ما هي إلا تنويعات وإبدالات لذلك الأمر. حيث توجد قصة كبرى خاصة بالفيلسوف الحكيم بيدبا والملك دبشليم، وحكايات متفرعة منها وهي جزء تنويعي على مستوى البناء والوظيفة والنمط، تعمل على استكمال القصة الإطارية وإغناؤها.
فالجوهر المبدئي للسرد في القصة الإطارية ومن وظيفة التنويع والإبدال للحكايات المضمَّنة، تكتسب الحكايات المتفرعة مشروعيتها الإسنادية من خلال انتمائها التنويعي والإبدالي للحكاية الإطارية، التي تعمل على تأطير المتفرعات وإعطائها صفة الإسناد الخبري، من خلال إسنادها إلى راوٍ وحيّز محددين. لذلك جرى البدء بـ «قال علي بن الشاه» الذي أخبر بصيغة الماضي «كان» عما وقع في زمن الإسكندر من غزو لبلاد الهند، أتبع ذلك بظهور الملك دبشليم، وهو ما يعمل تشكّل خطابه في الوحدة الثانية من النص.
بدأ التناسل تفريغاً حكائياً بدءًا مبكرًا في القصة الإطارية، وذلك حينما اجتمع الحكيم بيدبا بتلامذته لاستشارتهم في أمر الملك دبشليم، حيث طرح عليهم الحكمة بقوله: «المتفرد برأيه حيث كان، فهو ضائع، ولا ناصر له. على أن العاقل قد يبلغ بحيلته ما لا يبلغ بالخيل والجنود».
ومثّل بيدبا لذلك بحكاية «القبرة والفيل»، وهي حكاية تأخذ مشروعيتها الإسنادية من وظيفتها التفسيرية للمنجز اللفظي المجرد وليس من صيغة الإسناد الخبري كما في القصة الإطارية.
تقضي ثنائية التقابل إلى انتصار العقل في الصورة الكلية، والذي يمثله الحكيم ببيدبا. ويوازيه شغل مساحة سردية أكبر له، بخلاف المساحة التي ذكرت عن الملك دبشليم فهي محدودة مقارنة مع الحكيم. يعود ذلك إلى تجرّد الملك من سلطته القامعة وإفساح المجال للحوار، فأصبح الحكيم بيدبا هو من يمتلك الفعل والمبادرة.
ثلاث صور بلاغية تشكل طبيعة السرد في الحكاية الإطار وهي السرد الإخباري، والخطاب الإنشائي، والخطاب الحجاجي. فأما السرد الإخباري فينجزه «علي بن الشاه الفارسي»، ويتمثل بالوحدة الإسنادية، وفي مواقع التمفصل الحكائي بين الوحدات الوظيفية. ويتجه الراوي الإخباري إلى الربط بين الوحدات الوظيفية وذلك من أجل تنسيق السرد وتنظيمه بحيث يؤدي إلى نموه واطراده وتنظيم الحوار. ويقوم الراوي كذلك بوصف ما يجول في خاطر الملك من أفكار، وكذلك بداية اللقاء الذي جمع بين الحكيم الفيلسوف بيدبا والملك دبشليم وما بعده.
أما الخطاب الإنشائي في السرد فيرتبط بالملك دبشليم وسلطته، والذي كان يتساءل عمّن قدم إليه وخاطبه. ويعد التداخل في خطاب دبشليم بين الإنشائية والتقريرية الموجزة والمكثفة، هو شكل من التماهي. فعودة دبشليم من الخطاب الانفعالي ورد الفعل إلى الخطاب الحكمي على مستوى الأسلوب، يعتبر تجسيداً للعودة إلى صوت العقل والحوار والتماثل مع بيدبا الحكيم.
أما بالنسبة للخطاب الحجاجي، فإن خطاب بيدبا يتميز بالبيان والوضوح والتفصيل، حيث تتداخل فيه الحكايات والأمثال بغاية حجاجية تهدف إلى الإقناع، نتيجة لذلك يقول دبشليم: «يا بيدبا أعد علي كلامك كله ولا تدع منه حرفاً واحداً. فجعل بيدبا ينثر كلامه والملك مصغ إليه»، والحكايات المضمنة التي يحكيها بيدبا تُشكّل صورة الجدل الحجاجي؛ حيث يكون السؤال من دبشليم والجواب من بيدبا.

#### النمط الواقعي والمفارق

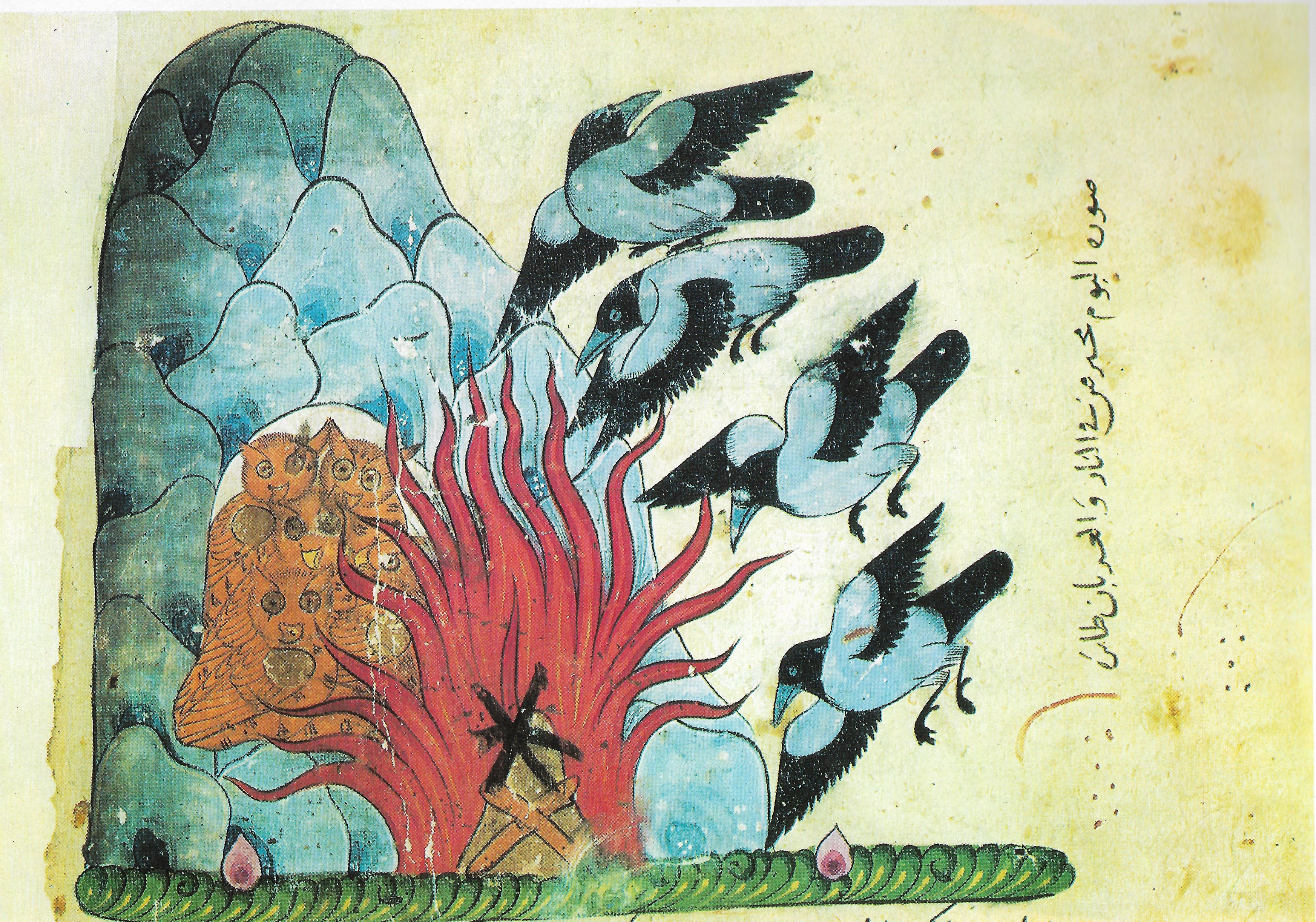
رسم من «حكاية البوم والغربان».

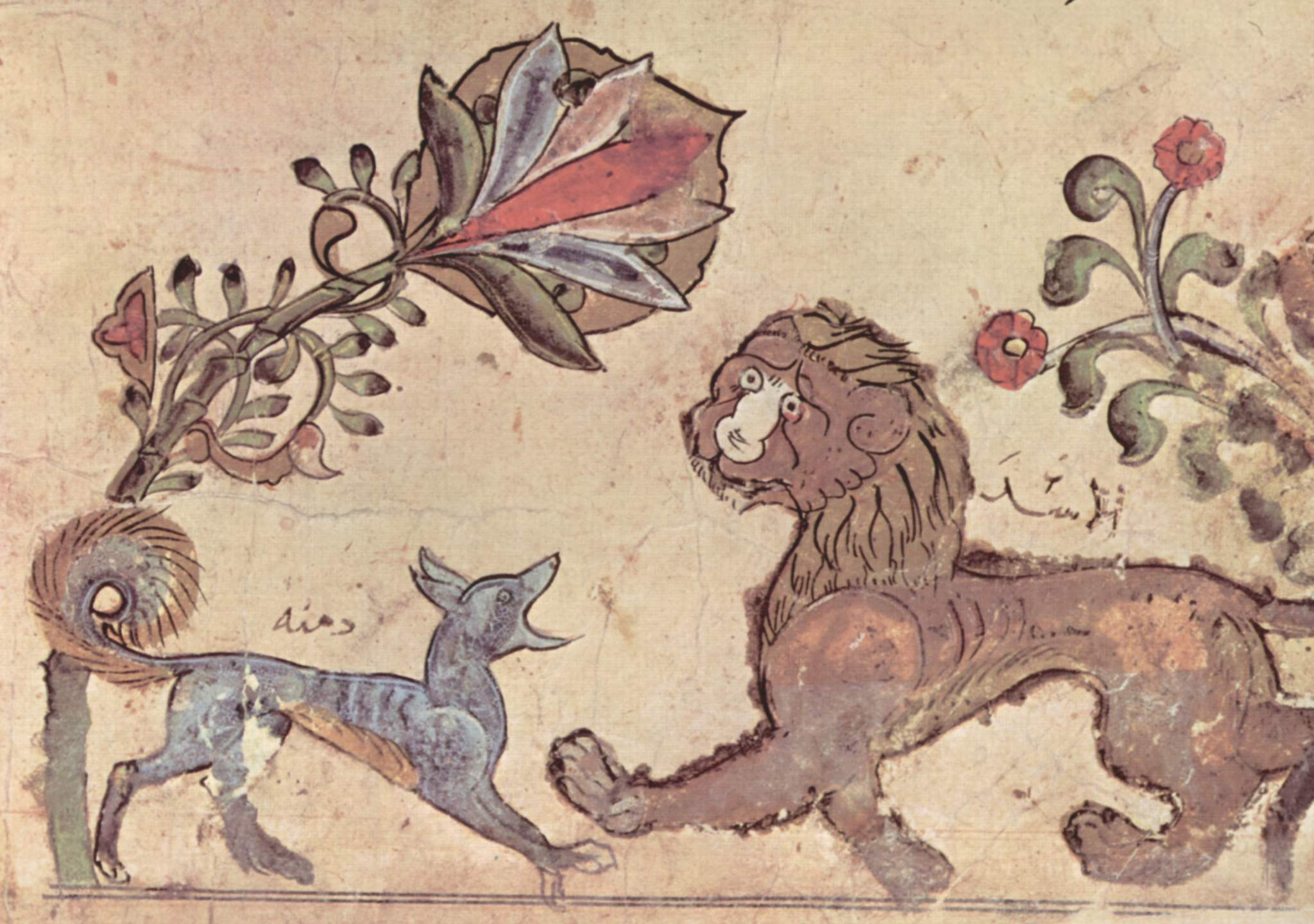
رسم يصوّر كلاً من الأسد ودمنة.

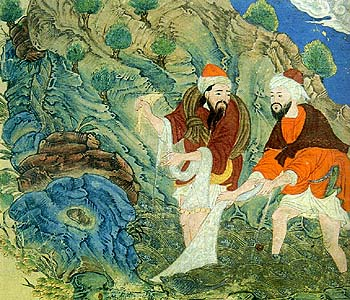
رسم من «حكاية السمكات الثلاث».

يلاحظ بأن حكايات النمط الواقعي تعرض مجموعة من الحوادث وتتضمن وظيفة واحدة أو ثلاث بحد أقصى، إلا أن كل وظيفة منها تأخذ دلالتها من السياق الحكائي الخاص بها. النمط الواقعي يتمثل في حكايات الاعتلال القيمي وحكايات الإيجاب القيمي، ومجموعها 15 حكاية. حيث 10 حكايات في الاعتلال القيمي وخاصة فيما يتعلق بالنقص والاختلال في السلوك الإنساني كالسرقة والمكر، ومن الأمثلة على ذلك «حكاية الخب والمغفل»، و«حكاية المرأة والمصور والعبد». ففي الحكاية الأولى ثلاثة مستويات وظيفية تتمثل في خيانة الشراكة وخيانة الأمانة والسرقة، والثانية تتمثل في وظيفتين وهما خيانة الشراكة والسرقة.
أما الإيجاب القيمي فيضم خمس حكايات، وتصنف من ناحية الوظيفة إلى فئتين، تتمثل في حكايات الحكمة وإبدالاتها في المشورة والتدبر وإعمال العقل والخضوع للمنطق، وكذلك حكاية القدر عن طريق إبدالاته الوظيفية في الإيمان به، ومن الأمثلة على الإيجاب القيمي «حكاية التاجر وبنيه»، و«حكاية إيلاذ وبلاذ وإيراخت». حيث تنجز الحكايتان وظيفة واحدة من خلال أحداث مختلفة مع حضور الرجل الحكيم فيهما، ففي الأولى «الرجل الشيخ» حيث هيمنت خبرته على الحكاية، وفي الثانية «كباريون» والتي هيمنت أيضاً خبرة كباريون الحكيم، فأصبح العنصر المشترك هو الحكمة.
تظهر بلاغة حكايات النمط الواقعي من واقع الحياة اليومية وتفاصيلها الخاص بالسلوك الإنساني، لذلك تشكل حكايات الإيجاب القيمي الطرف الآخر في ثنائية التقابل للصورة الإيجابية في الحكاية الإطار، بينما حكايات الاعتلال القيمي تمثل الطرف الأول.
تغلب في النمط المفارق الرمزية الحيوانية على الحكايات، وذلك عبر تنوع الشخصيات سواءً كانت خاصة بالحيوان فقط مثل «حكاية الغراب والثعبان الأسود وابن آوى»، أو الحيوان مع الجماد مثل «حكاية الثعلب والطبل»، أو الحيوان والإنسان مثل «حكاية الملك والطير فنزة»، حيث أن الشخصيات في النمط المفارق لا تهتم بحدود أو ملامح وإنما تعمل كتجسيد للنوع، كالقوة في الأسد والمكر والخداع في الثعلب. حيث أن مغزى الرمزية الحيوانية يكمن في تمثيل الشخصيات الحيوانية للمواقف والصفات الإنسانية. المعنى المباشر والآخر المجازي يعملان على إكساب النص جوهره التخييلي من خلال الاستبدال والتخفي في تمثيل السلوك الإنساني.

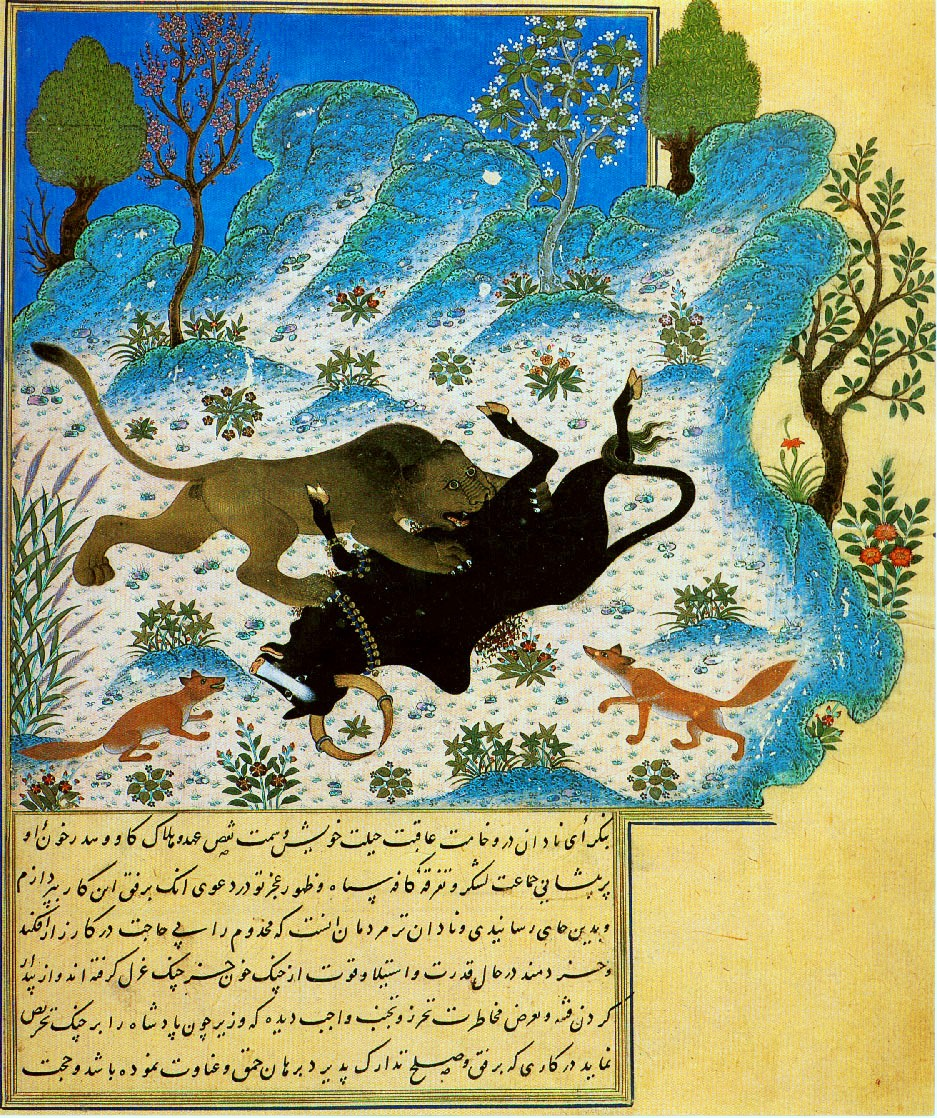
رسم من «حكاية الأسد والثور».

يقول كيليطو:
«إن الحكمة في الخرافة توضع على ألسنة الحيوان... الخرافة تحاكي القيمة الرمزية التي يجسدها كل حيوان ضمن مجموع الحيوانات. وكل خطاب ينطق به حيوان يكون مطابقًا للموقع الذي يمثله هذا الأخير في مجمع الحيوان والدور الذي يلعبه فيه. يختلف دور الأسد عن دور ابن آوى، والثعلب والتمساح... وتستهدف المحاكاة الطريقة التي يجب أن يتصرف بها ويعبر بها [كل حيوان] والنتيجة هي استنتاج نمط قد حددت سماته بصورة نهائية».

### المواضيع الرئيسية
تتميز مواضيع الحكايات بالتنوع، ومن أبرزها ما يتعلق بالوشاية التي تعمل على إفساد الصداقة في «حكاية الأسد والثور»، والمصير السيئ للواشي في «حكاية الفحص عن أمر دمنة». وتتضمن بداية تواصل إخوان الصفا واستمرار المودة بينهم في «حكاية الحمامة المطوّقة»، وعدم الاغترار بالعدو مهما أبداه من نوايا وإن كان ظاهرها جميلاً في «حكاية البوم والغربان»، وإضاعة سعي الشخص بعد بذل مجهود فيه وذلك في «حكاية القرد والغيلم»، وما تؤدي إليه العجلة في الأمور والذي حصل في «حكاية الناسك وابن عرس»، وموالاة الأعداء عند كثرتهم حول الشخص في «حكاية الجرذ والسنور»، وضرورة اتقاء أصحاب الثأر بعضهم لبعض في «حكاية ابن الملك والطائر فنزة»، ومراجعة الملك لمن أخطأ بحقهم أو عاقبهم بدون ذنب في «حكاية الأسد والشغبر الناسك»، والأمور التي يثبت بها المُلك من خصال في «حكاية إيلاذ وبلاذ وايراخت»، والعفو عند المقدرة وكذلك الاعتبار بما يحصل للشخص من مصائب في «حكاية اللبؤة والإسوار والشغبر»، وترك الشخص لما يجيده إلى غيره في «حكاية الناسك والضيف»، وعمل المعروف في غير موضعه مع ابتغاء الشكر عليه في «حكاية السائح والصائغ»، ورفعة مكانة الجاهل في الدنيا وابتلاء الحكيم في «حكاية ابن الملك وأصحابه»، وعاقبة تقديم المشورة للغير مع عدم تطبيقها لذات الشخص في حكاية «الحمامة والثعلب ومالك الحزين».

## في الثقافة
ظهر العديد من الكُتّاب والمؤلفين الذين استوحوا أو اعتمدوا على كتاب كليلة ودمنة في أعمالهم قديماً وحديثاً، ومنهم ابن الهبارية الذي نظم حكايات «كليلة ودمنة» شعراً في كتاب أسماه «نتائج الفطنة في كليلة ودمنة» وله أيضاً «الصادح والباغم» وهو مجموعة من الأراجيز على نمط كليلة ودمنة أيضاً، ومن المعاصرين الكاتب الأردني «جمال نواصرة» الذي قام بتأليف كتاب يحتوي على نصوص مسرحية تعتمد على حكايات الكتاب وهو يحمل نفس الاسم.
بالإضافة إلى قيام الشاعر الفلسطيني «محمد شريم» بنظمه في كتاب يحمل عنوان «جواهر الحكمة في نظم كليلة ودمنة»، يضم 3568 بيتاً في 321 صفحة.
كذلك الأديب السوري محمد علي حمد الله في مؤلفه «الأسلوب التعليمي في كليلة ودمنة».
ظهرت كليلة ودمنة في العديد من المعارض، لعلّ من أبرزها المشاركة بمخطوطة خاصة بكليلة ودمنة في معرض الرياض الدولي للكتاب بمدينة الرياض، وتتألف من 156 صفحة تعود إلى سنة 747 هـ وهي محفوظة حالياً في مركز الملك فيصل للبحوث والدراسات الإسلامية. عُمل معرض في العاصمة البحرينية المنامة تحت عنوان «كليلة ودمنة حكايات عبر الزمن»، وهو نتاج عمل مشترك بين متحف البحرين الوطني ومتحف الأطفال بمدينة إنديانابوليس الأمريكية.
قامت قناة الجزيرة للأطفال بإنتاج مسلسل كرتوني يحمل عنوان «كليلة ودمنة»، عُرض لأول مرة في شهر سبتمبر من عام 2006م.
بالإضافة إلى عرض عدد من المسرحيات المستوحاة من كليلة ودمنة.

### تأثيره على الأدب العالمي
كان للكتاب تأثير على عدد من الأعمال الأدبية العالمية، فقد وجد الباحثون تشابهاً قوياً بين بعض حكايات كليلة ودمنة وخرافات إيسوب، وكذلك بينها وبين خرافات ماري الفرنسية، بالإضافة إلى قصص مشهورة أخرى، وقد وُجِد أيضاً بأن هنالك خرافات حيوانية مماثلة في معظم ثقافات العالم، ويجد البعض بأن الهند هي المصدر لهذا النوع من الخرافات. وأقرّ كاتب القصص الخرافية الفرنسي جان دو لافونتين بأن أعماله مستوحاة من هذا الكتاب، حيث ذكر في مقدمة كتابه الثاني الخاص بالقصص الخرافية:
«هذا هو الكتاب الثاني من الخرافات الذي أقدمه للجمهور ... لا بد لي أن أعترف بأن الجزء الأكبر منه مستوحى من كتاب الحكيم الهندي بيلباي». يرى البعض بأنه أصل بعض حكايات ألف ليلة وليلة وسندباد، وكذلك العديد من الأعمال الأدبية الغربية من قصص وقصائد ونحوها.

## نظم كليلة ودمنة
نظم عدد من الشعراء كتاب كليلة ودمنة بصورة شعرية، من أوائل هؤلاء أبان اللاحقي (ت. 200 هـ). وجاء في كتاب الأغاني «كان ابان نقل كتاب كليلة ودمنة فجعله شعرا يسهل حفظه وهو معروف أوله»:
وهذا النظم ضاع عبر الزمن ولم يبقى منه الا مقتطفات. ونظمها آخرون منهم ابن الهبارية (ت. 509 هـ).

## معرض الصور

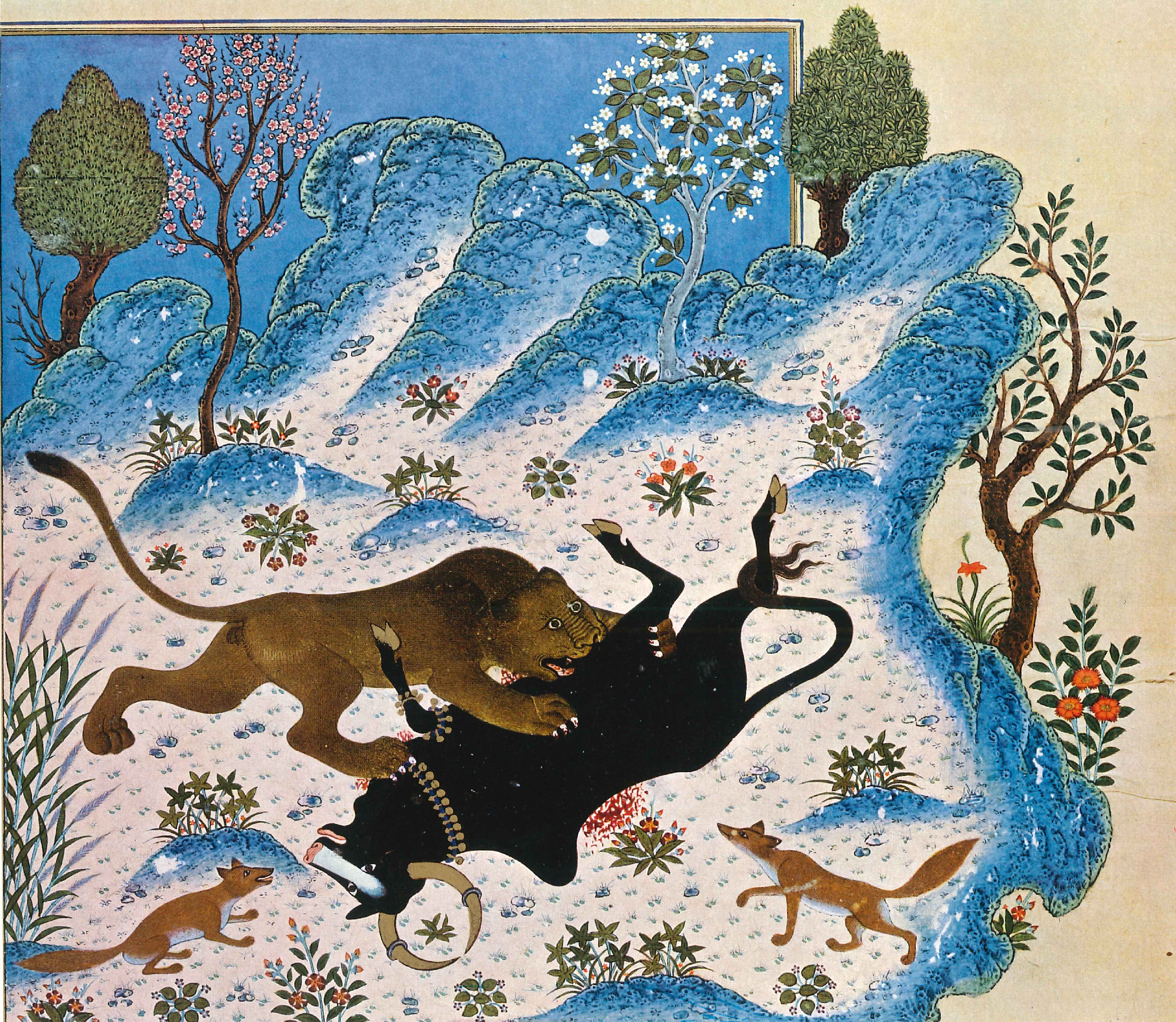
حكاية الأسد والثور
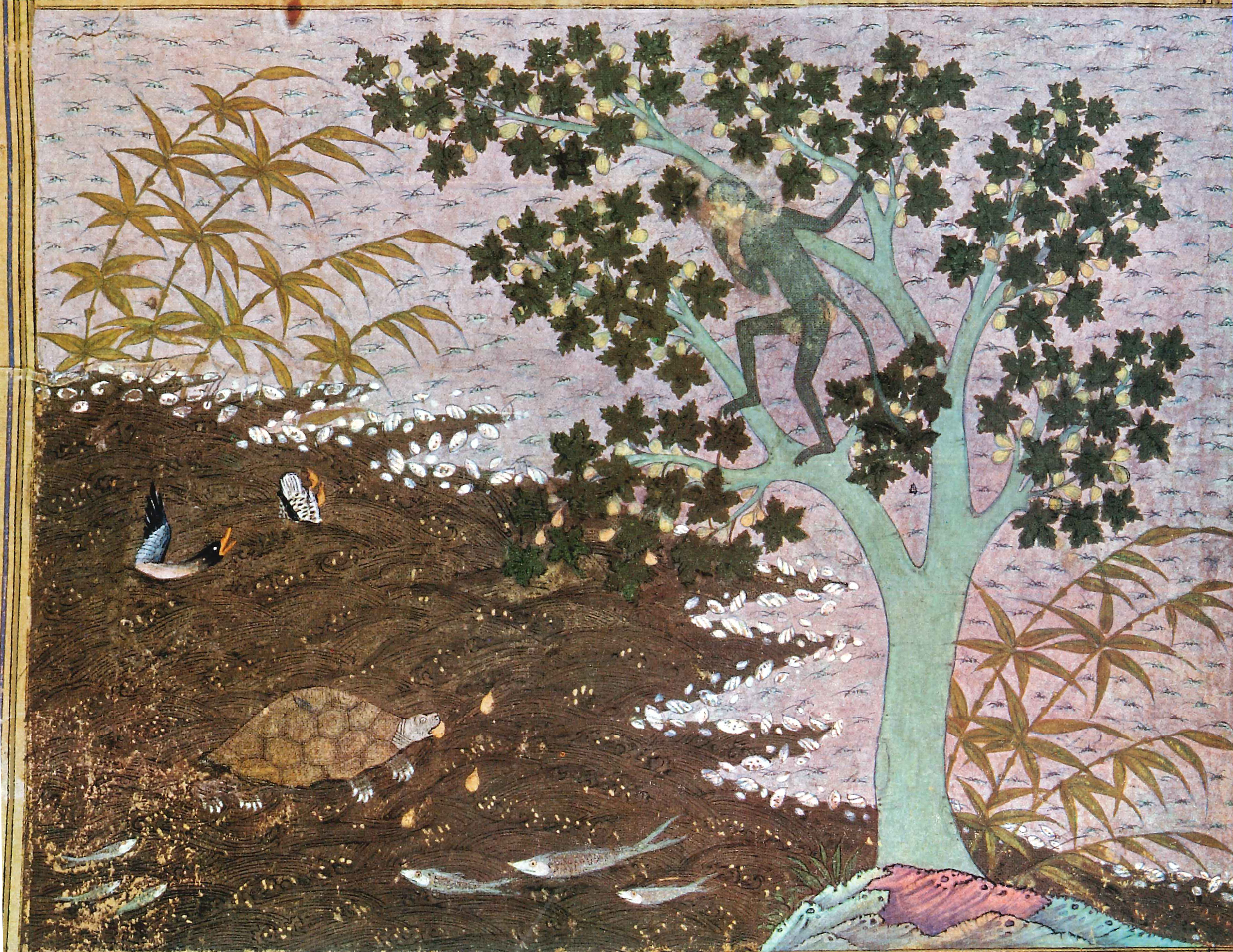
حكاية السلحفاة والقرد
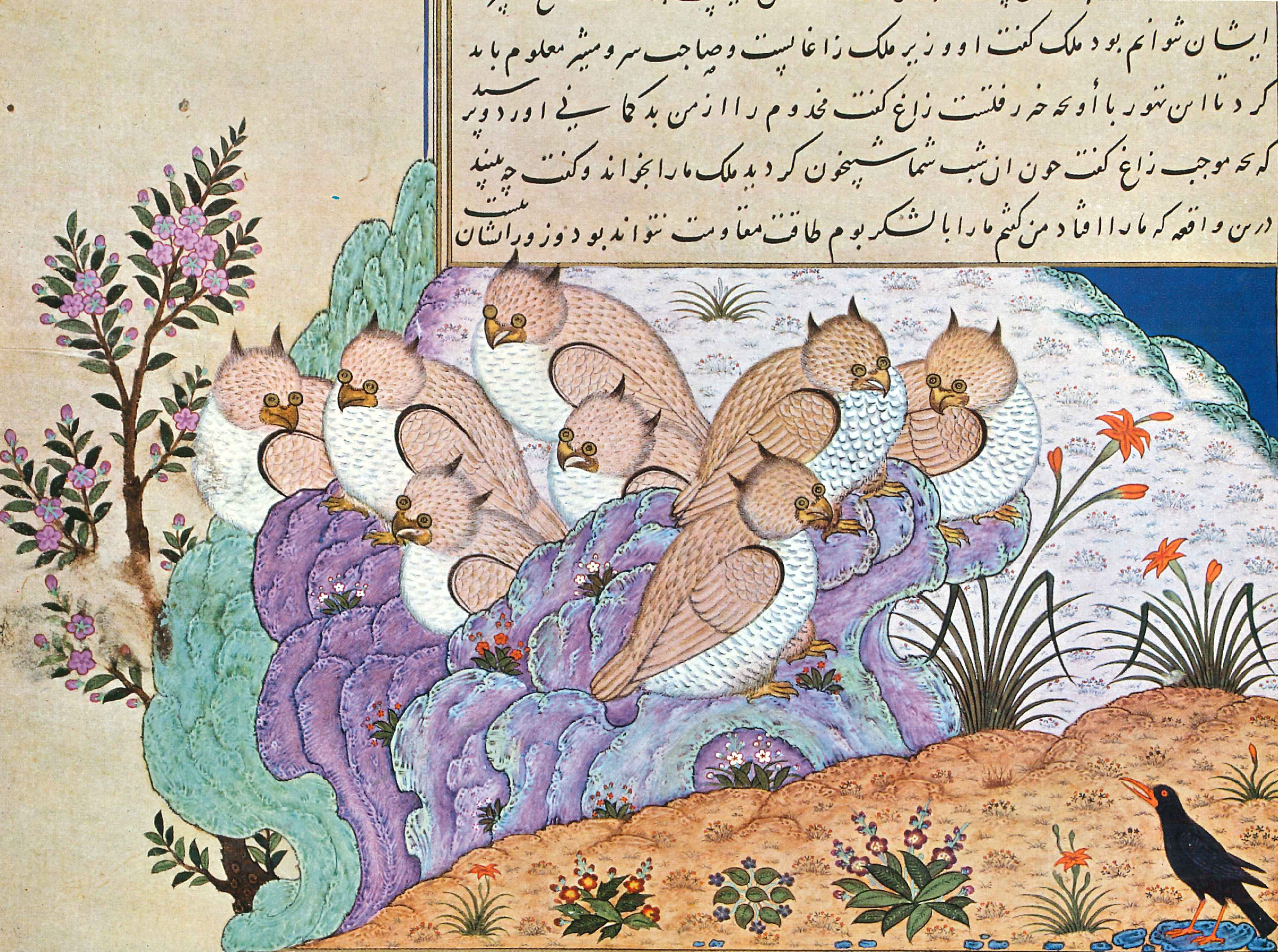
حكاية البومة والغربان

## طالع أيضًا
- أدب الحكمة
- حكاية خرافية
- الفصول الخمسة
- قائمة حكايات كليلة ودمنة
- أنوار سهيلي